# Silence Followed by a Deafening Roar
Silence Followed by a Deafening Roar è il nono album in studio del chitarrista statunitense Paul Gilbert, pubblicato nel 2008. 
È il secondo album consecutivo interamente strumentale dopo il precedente Get Out of My Yard.

## Tracce
Musiche di Paul Gilbert, eccetto dove indicato.
1. Silence Followed by a Deafening Roar – 3:48
2. Eudaimonia Overture (include il preludio in sol maggiore del primo libro de Il clavicembalo ben temperato di J.S. Bach) – 4:35
3. The Rhino – 2:46
4. Norwegian Cowbell – 4:05
5. I Cannot Tell a Lie – 3:50
6. Bronx 1971 – 4:04
7. Suite Modale – 2:38 (Ernest Bloch)
8. The Gargoyle – 4:35
9. I Still Have That Other Girl – 2:52 (Elvis Costello, Burt Bacharach)
10. Bultaco Saturno – 4:13
11. Paul Vs. Godzilla – 4:52

## Formazione
- Paul Gilbert – chitarre
- Mike Szuter – basso
- Emi Gilbert – pianoforte, hammond B3
- Jeff Bowders – batteria